# Tom Phillis
Thomas Edward "Tom" Phillis was een Australisch motorcoureur. Zijn beste seizoen was dat van 1961, toen hij wereldkampioen werd in de 125 cc-klasse en als tweede eindigde in de 250cc-klasse.

## Jeugd
Tom Phillis werd geboren in Sydney maar groeide op in Marrickville, waar zijn vader motorordonnans was. Tom werd een enthousiast wielrenner maar stopte daarmee toen hij een ernstig ongeluk kreeg op Henson Park in Marrickville. Toen hij zestien jaar oud was ging hij als leerling-monteur werken. In de werkplaats kreeg hij de beschikking over een 125cc-Excelsior-motorfiets om boodschappen te doen en ontstond zijn interesse voor de motorsport.

## Privéleven
Tom Phillis werd in zijn familie "Ted" genoemd. In 1954 trouwde hij met Betty en ze kregen twee kinderen: Debra Ann (1960) en Thomas Braddan (1961). Tom Phillis was geliefd in het rennerskwartier, hij was bescheiden en had een droge humor. Hij was wel slordig waar het op tijd komen betrof. Toen hij tijdens de Duits GP van 1958 te laat kwam voor de trainingen zei hij: "Dan vertrek ik alvast naar de GP van Zweden van volgende week zodat ik daar wel op tijd ben". 

## Carrière
Zijn vader ondersteunde hem in zijn hobby en toen hij zeventien was kocht Tom een 500cc-Sunbeam B25. Daarna volgden verschillende Velocette MAC's waarmee hij aan trials (betrouwbaarheidsritten), grasbaanraces en motorcrosswedstrijden deelnam. In 1952 werd hij opgeroepen voor zijn dienstplicht van zes maanden. Hij diende bij de Royal Australian Air Force. In 1953 reed hij met zijn Velocette zijn eerste race, de Canobolas Clubman's Race op het Gnoo Blas Motor Racing Circuit in Orange waar hij uitviel. Zijn vierde race won hij echter op Mount Druitt in november 1954. Met hulp van zijn vrouw Betty kocht hij in 1955 een BSA Gold Star. Dat was al een echte clubmanracer, maar in 1957 kwam er een echte wegracer, een Norton Manx uit 1955. Nu reed hij tegen de toprijders uit Australië en op het vliegveldcircuit van Fisherman's Bend in Melbourne won hij de 350cc-klasse en werd hij derde in de 500cc-klasse. Zijn carrière werd versneld door de hulp van zijn landgenoot Jack Ahearn die al sinds 1954 in Europa reed. 

### 1958

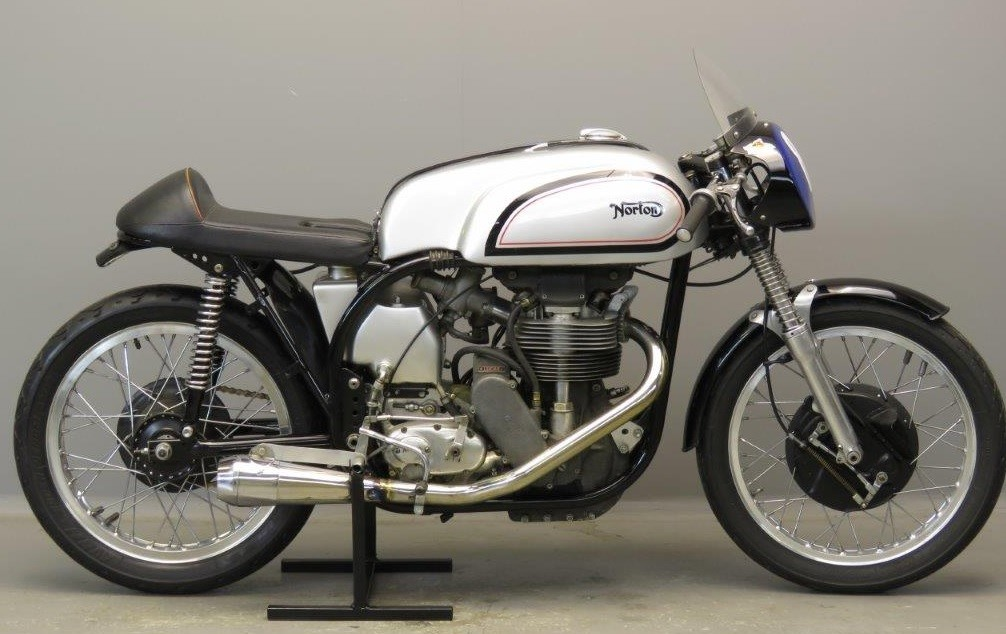
350cc-Norton 40M Manx

In 1958 verkochten Tom en Betty alles wat ze hadden om naar Europa te gaan. Ze kochten twee Nortons: een 350cc-Norton 40M Manx en een 500cc-Norton 30M Manx. Tijdens zijn eerste optreden op het Thruxton Circuit kreeg hij de titel "Star of the Day" nadat hij zowel de 500- als de 350cc-race had gewonnen. Tom ging met zijn karakteristieke "Kangaroe-helm" deel uitmaken van het Continental Circus, dat door heel Europa reisde om internationale races te rijden. Tijdens de International Västkustloppet race op het Falkenbergcircuit bij Skrea (Zweden) won hij opnieuw beide klassen. Hij debuteerde in het wereldkampioenschap wegrace tijdens de Junior TT van 1958, waarin hij als 32e finishte. Hij reed in dat jaar internationale races in Europa, waaronder ook de TT van Assen en de GP van Zweden. 

### 1959
In 1959 werd hij door de Auto Cycle Council of Australia (de Australische motorsportbond) gekozen tot "meest beloftevolle rijder". Hij kreeg een toelage om aan de TT van 1959 deel te nemen, maar maakte geen deel uit van het officiële Australische team. Hij werd zestiende in de Senior TT, viel met een gebroken drijfstang uit in de Junior TT maar werd vijfde in de 350 Formula One TT. Maar hij scoorde wel zijn eerste WK-punten met een vijfde plaats in de 350cc-Ulster Grand Prix. 
Tijdens de TT van Man van 1959 gebeurde wel iets dat een grote invloed zou hebben op de carrière van Tom Phillis: Soichiro Honda stuurde vijf coureurs het 125cc-Honda's naar Man om de eerste stap te zetten naar een of meer wereldtitels. Naomi Taniguchi scoorde het eerste Japanse WK-punten en Honda won de teamprijs.

### 1960

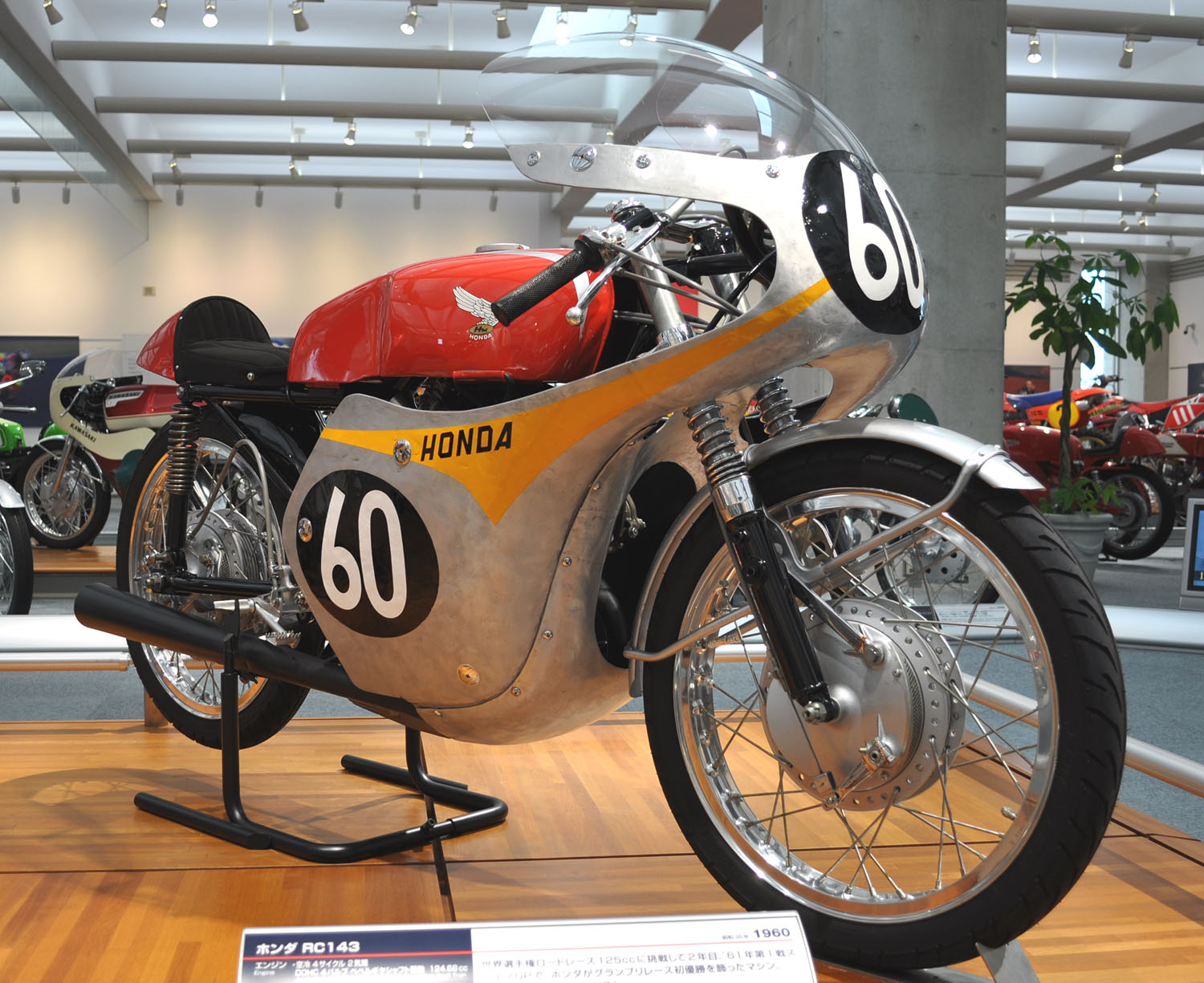
125cc-Honda RC 143 tweecilinder uit 1960

In het WK-seizoen 1960 begon Honda voor het eerst met een uitgebreid team deel te nemen. Naast een flink aantal Japanse coureurs werden ook Westerse rijders ingehuurd en Tom Phillis was de eerste. Hij startte in de 125- en de 250cc-klasse. Het seizoen verliep niet zoals gewenst. De belangrijkste race was de Isle of Man TT. Phillis was de snelste Honda-man in de 125cc-Ultra -Lightweight TT op de zesde plaats, maar hij moest stoppen om een bougie te wisselen en werd uiteindelijk tiende. In de 250cc-Lightweight TT lag hij op de vierde plaats toen zijn versnellingsbak stuk ging. Met zijn Norton Manx scoorde hij wel punten: hij werd vierde in de 500cc-Senior TT achter John Surtees, John Hartle en Mike Hailwood. Tijdens de trainingen van de TT van Assen brak Phillis een sleutelbeen, waardoor hij een groot deel van het seizoen was uitgeschakeld. Hij werd vervangen door Jim Redman. Een maand later startte Phillis alweer in de Commonwealth Races (de latere Anglo-American Match Races) op Thruxton. Hij won de 350cc-race met een nieuw ronderecord en eindigde als derde in het klassement. Pas in de Ulster Grand Prix in Augustus startte Phillis weer in het WK. Hij werd tweede in de 250cc-race na een gevecht met Carlo Ubbiali op de MV Agusta 250 Bicilindrica, voor Redman die derde werd. Dat was het beste resultaat voor Honda in het hele seizoen. In de 125cc-race viel hij terwijl hij op de vierde plaats lag. Phillis ging niet naar de GP des Nations die voor Honda niet meer interessant was. Zijn machine werd waarschijnlijk aan Gilberto Milani uitgeleend, die er vijfde mee werd. Phillis richtte zich op enkele internationale wedstrijden. Op Brands Hatch werd hij tweede achter Hailwood en in het Finse Tampere won hij de 125-, 250 en 350cc-races, allemaal met nieuwe ronderecords. Hij sloot het WK-seizoen af als zesde in de 250cc-klasse. Phillis overwoog na dit seizoen om terug naar Australië te gaan, maar hij hoopte op een nieuw contract van Honda voor 1961, zodat hij zich helemaal op de 125- en de 250cc-klasse kon richten. 

### 1961

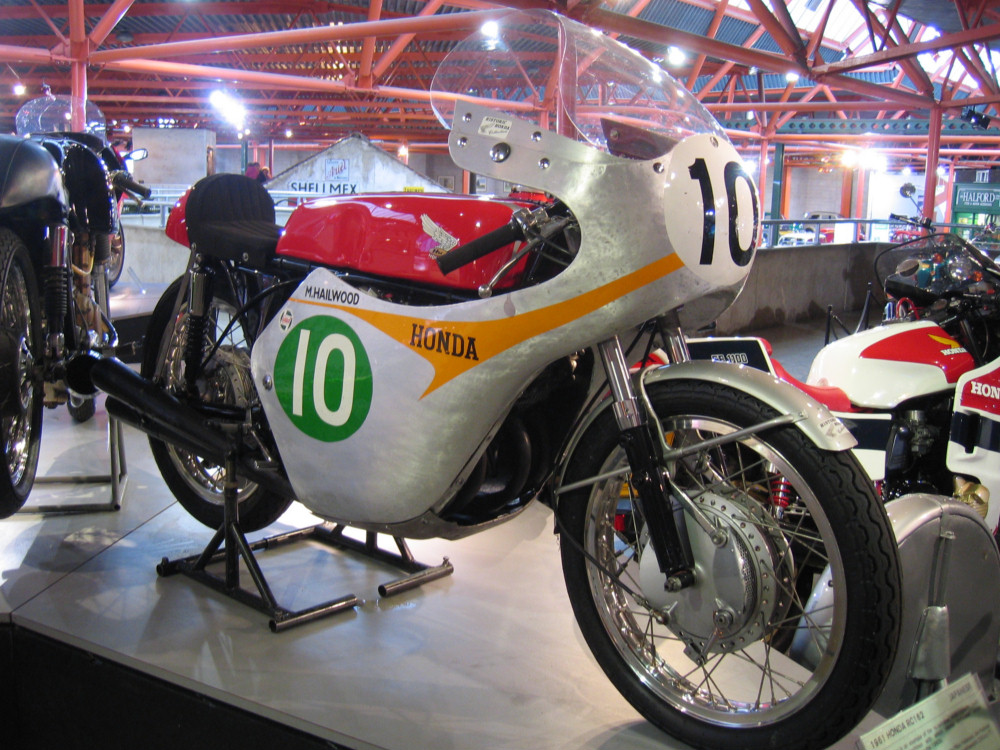
250cc-Honda RC 162

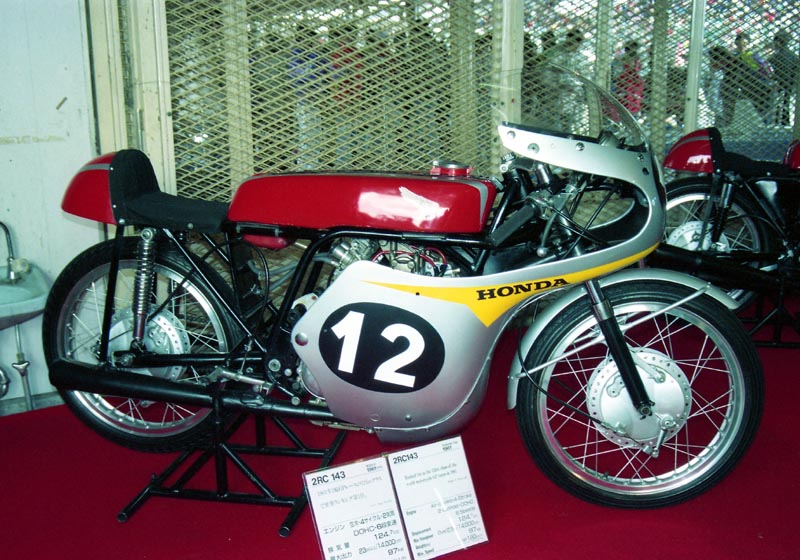
125cc-Honda 2RC 143

In het seizoen 1961 bestond het Honda-team uit Tom Phillis, Jim Redman, Sadao Shimazaki, Kunimitsu Takahashi, Teisuke Tanaka, Naomi Taniguchi en Luigi Taveri. De 125cc-tweecilinder Honda 2RC 143 moest een tussenmodel zijn tussen de oude Honda RC 143 en nog experimentele Honda RC 144, maar die laatste bleek niet te voldoen zodat de 2RC 143 het hele seizoen in gebruik bleef. Voor de 250cc-klasse werd de viercilinder Honda RC 162 ingezet. 
Phillis begon het seizoen al goed in zijn thuisland toen hij tijdens de Victorian Grand Prix op Phillip Island de 125- en de 250cc-klasse won en ook de 500cc-Senior A-klasse met zijn Norton. Hij opende het WK-seizoen met een tweede plaats in de 250cc-GP van Spanje en een overwinning in de 125cc-race. Zijn grootste concurrent van dit jaar, MZ-rijder Ernst Degner uit de DDR, werd tweede.
WK-stand na deze race
| Pos | Coureur      | Merk          | Ptn |
| --- | ------------ | ------------- | --- |
| 1   | Tom Phillis  | Honda 2RC 143 | 8   |
| 2   | Ernst Degner | MZ RE 125     | 6   |

In Duitsland, waar de Honda RC 144 werd beproefd, kwam Phillis niet aan de start. De MZ's waren oppermachtig. Ernst Degner won daar en nam de leiding in het WK over. 
WK-stand na deze race
| Pos | Coureur      | Merk          | Ptn |
| --- | ------------ | ------------- | --- |
| 1   | Ernst Degner | MZ RE 125     | 14  |
| 2   | Tom Phillis  | Honda 2RC 143 | 8   |

In de Franse GP won Phillis zowel de 250cc-race als de 125cc-race. Hij kwam aan de leiding in de 250cc-stand, maar in de 125cc-stand bleef hij tweede achter Degner.
WK-stand na deze race
| Pos | Coureur      | Merk          | Ptn |
| --- | ------------ | ------------- | --- |
| 1   | Ernst Degner | MZ RE 125     | 20  |
| 2   | Tom Phillis  | Honda 2RC 143 | 16  |

Alle MZ's vielen uit tijdens TT van Man, maar Phillis werd slechts derde in de 125cc-race, waardoor hij en Degner de leiding nu deelden. Dankzij een tweede plaats in de 250cc-race bleef hij daar wel alleen aan de leiding staan. Degner deed wel belangrijke zaken op het eiland Man. In het Fernleigh hotel in Douglas maakte hij afspraken met Suzuki-teammanager Jimmy Matsumiya om zijn latere vlucht uit de DDR voor te bereiden. Phillis kreeg van Norton de nieuwe, nog experimentele Norton Domiracer, waarmee hij in de Senior TT derde werd. Phillis leidde nu de stand in de 250cc-klasse en - gelijk met Degner - ook die in de 125cc-klasse.
WK-stand na deze race
| Pos | Coureur      | Merk          | Ptn |
| --- | ------------ | ------------- | --- |
| 1   | Ernst Degner | MZ RE 125     | 20  |
| 1   | Tom Phillis  | Honda 2RC 143 | 20  |

Tijdens de TT van Assen won Phillis de 125cc-race terwijl Degner ten val kwam. Phillis nam acht punten voorsprong in het WK. In de 250cc-race bracht Honda hem niet aan de start. Dat was wellicht onverstandig, want Mike Hailwood won en Bob McIntyre werd tweede. Zij reden weliswaar met Honda's, maar als privérijder. 
WK-stand na deze race
| Pos | Coureur      | Merk          | Ptn |
| --- | ------------ | ------------- | --- |
| 1   | Tom Phillis  | Honda 2RC 143 | 28  |
| 2   | Ernst Degner | MZ RE 125     | 20  |

In de 250cc-race van de GP van België werd Phillis tweede. Samen met Hailwood en Redman deelde hij nu de leiding van dat WK. In de 125cc-race werd hij tweede achter Taveri, maar Degner werd slechts vierde, waardoor Phillis nog meer voorsprong in het WK nam: 11 punten. 
WK-stand na deze race
| Pos | Coureur      | Merk          | Ptn |
| --- | ------------ | ------------- | --- |
| 1   | Tom Phillis  | Honda 2RC 143 | 34  |
| 2   | Ernst Degner | MZ RE 125     | 23  |

In Degner's thuisrace, de GP van de DDR werd Phillis vierde in de 250cc-race en achter Degner tweede in de 125cc-klasse. Zijn puntenvoorsprong bedroeg nog 9 punten. 
WK-stand na deze race
| Pos | Coureur      | Merk          | Ptn |
| --- | ------------ | ------------- | --- |
| 1   | Tom Phillis  | Honda 2RC 143 | 40  |
| 2   | Ernst Degner | MZ RE 125     | 31  |

Tijdens de 250cc-Ulster Grand Prix werd Phillis opnieuw vierde. De WK-stand bleef spannend: leider Hailwood had slechts 8 punten voorsprong op Redman en Phillis. In de 125cc-race werd Degner tweede achter Takahashi maar voor Phillis. Diens voorsprong slonk tot slechts 3 punten. 
Achteraf bleek de prestatie van Degner bijzonder knap, want hij had iets heel anders aan zijn hoofd: de dag na de race zou hij het MZ-kamp verlaten en vluchten. Deze 13e augustus was echter precies de dag dat het DDR-regime de grenzen sloot. Degner's vrouw Gerda kon daardoor niet met de S-Bahn naar West-Berlijn vluchten. Als Ernst wel zou vluchten zou Gerda onmiddellijk gearresteerd worden want de gezinnen van DDR-rijders werden tijdens de raceweekenden door de Stasi gecontroleerd. Bovendien werden de S-Bahn stations gecontroleerd door de Transportpolizei
WK-stand na deze race
(Punten (tussen haakjes) zijn inclusief streepresultaten)
| Pos | Coureur      | Merk          | Ptn     |
| --- | ------------ | ------------- | ------- |
| 1   | Tom Phillis  | Honda 2RC 143 | 40 (44) |
| 2   | Ernst Degner | MZ RE 125     | 37      |

Na zijn derde plaats in de 250cc-GP des Nations slonken Phillis' kansen op die titel. Ook in de 125cc-race ging het niet goed: Degner won en Phillis werd niet geholpen door zijn teamgenoten Tanaka en Taveri die vlak voor hem over de finish gingen. Degner nam nu 2 punten voorsprong in de WK-stand. 
WK-stand na deze race
(Punten (tussen haakjes) zijn inclusief streepresultaten)
| Pos | Coureur      | Merk          | Ptn     |
| --- | ------------ | ------------- | ------- |
| 1   | Ernst Degner | MZ RE 125     | 42 (45) |
| 2   | Tom Phillis  | Honda 2RC 143 | 40 (47) |

Tijdens de 125cc-race van de Zweedse Grand Prix blies Degner zijn motor op. Het hielp Tom Phillis niet, want hij werd met twee ronden achterstand slechts zesde. Degner behield 1 punt voorsprong in het WK. 
WK-stand na deze race
(Punten (tussen haakjes) zijn inclusief streepresultaten)
| Pos | Coureur      | Merk          | Ptn     |
| --- | ------------ | ------------- | ------- |
| 1   | Ernst Degner | MZ RE 125     | 42 (45) |
| 2   | Tom Phillis  | Honda 2RC 143 | 41 (48) |

#### Degner's vlucht en de Argentijnse Grand Prix
Ernst Degner had zijn vluchtplannen nog niet opgegeven. Hij genoot als aspirant-wereldkampioen wat meer vrijheden van het Walter Ulbricht-regime dan teamgenoten als Hans Fischer, Werner Musiol en Walter Brehme, die lang niet overal in het Westen mochten racen. Bovendien kon hij rekenen op steun van Suzuki, dat uit was op de tweetakttechniek van MZ, die Degner samen met ingenieur Walter Kaaden had ontwikkeld. En hij had hulp van zijn vriend Paul Petry. Die laatste kocht een Lincoln Mercury en bouwde in de grote kofferbak een geheime ruimte waar Gerda en de kinderen Olaf en Boris zich konden verstoppen. Het eerste deel van het plan slaagde: Petry verdoofde zowel Gerda als de kinderen en reed met hen naar West-Duitsland terwijl Ernst in Zweden racete. Ernst kon zijn vlucht niet uitstellen uit angst dat de verdwijning van zijn gezin ontdekt zou worden en ontsnapte al tijdens de nacht na de race met hulp van Suzuki-technici. Zij vervoerden Ernst Degner en een koffer vol MZ-onderdelen naar Gedser in Denemarken. Degner ging via Großenbrode naar Dillingen waar hij werd herenigd met zijn gezin. Vanzelfsprekend kon hij geen gebruik meer maken van zijn Oost-Duitse MZ. Degner gaf de wereldtitel echter niet zo maar op. Hij stond nog steeds een punt voor op Phillis en wilde in de GP van Argentinië een poging wagen om toch nog wereldkampioen te worden. Hij reisde na zijn vlucht rechtstreeks naar het Verenigd Koninkrijk waar hij een 125cc-EMC leende, waarschijnlijk de machine die al door Mike Hailwood en Phil Read was gebruikt. Dat was nodig omdat hij slechts in de punten hoefde te eindigen om wereldkampioen te worden. De EMC arriveerde echter te laat in Argentinië. Degner zelf was er wel, ongetwijfeld met financiële steun van Suzuki. Degner zag een complot in het te laat arriveren van zijn machine, hetzij tussen het DDR-regime en de linkse Argentijnse regering, hetzij tussen de communisten en invloedrijke naar Argentinië uitgeweken Nazi's. Hij had inderdaad gemakkelijk punten kunnen scoren in de Argentinië, waar in de 125cc-race slechts zeven rijders de finish haalden. 
Phillis won zowel de 250- als de 125cc-race. Daardoor klom hij in de 250cc-klasse naar de tweede plaats in de eindstand en werd hij wereldkampioen in de 125cc-klasse. 
WK-eindstand
(Punten (tussen haakjes) zijn inclusief streepresultaten)
| Pos | Coureur      | Merk          | Ptn     |
| --- | ------------ | ------------- | ------- |
| 1   | Tom Phillis  | Honda 2RC 143 | 44 (56) |
| 2   | Ernst Degner | MZ RE 125     | 42 (45) |

### 1962

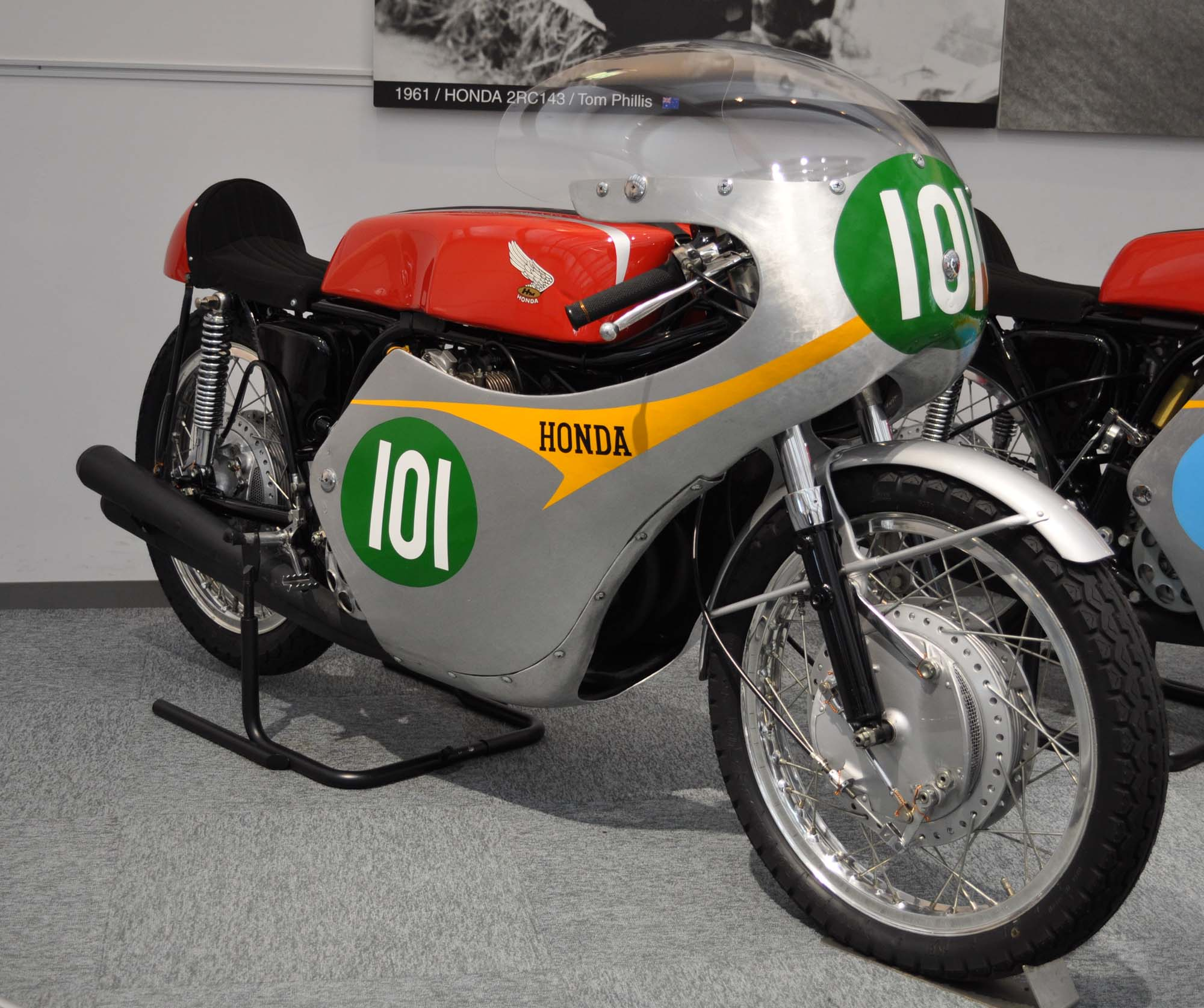
250cc-Honda RC 163

Voor het seizoen 1962 hoopte Phillis dat hij van Honda zijn 125cc-titel zou mogen verdedigen en wellicht ook een gooi mocht doen naar de 250cc-titel. In plaats daarvan droeg het team hem op zich te richten op de 350cc-klasse en de nieuwe 50cc-klasse. Beide klassen waren nieuw voor Honda. De Honda RC 170 had slechts een tot 284cc-opgeboorde 250cc-motor en de 50cc-klasse was voor bijna iedereen nieuw. Ze kwam voor het eerst in het WK aan de start. Kreidler had in 1961 ervaring opgedaan in de Coupe d'Europe en Suzuki profiteerde van de tweetakttechniek die Ernst Degner van MZ had meegebracht (de roterende inlaat en de expansie-uitlaat). Bovendien was Phillis' lange lichaam niet erg geschikt voor de 50cc-machientjes. Daar konden kleinere coureurs als Taveri, Takahashi, Robb en Tanaka beter mee uit de voeten. 
In de 250cc-race van de Spaanse GP stond Phillis op poleposition en hij leidde de race waarin hij ook de snelste ronde reed, maar hij kreeg opdracht om Jim Redman en Bob McIntyre voor te laten. Hij kwalificeerde zich niet voor de 125cc-race en in de 50cc-race was de viertakt-Honda geen partij voor de tweetakten van Kreidler en Derbi. Phillis werd slechts achtste.
In de 250cc-GP van Frankrijk moest Phillis, die weer de snelste ronde reed, opnieuw in de remmen knijpen om Redman en McIntyre voor te laten. In de andere klassen kwam hij niet aan de start. 

#### Overlijden
Toen Phillis naar de TT van Man vertrok, was hij enigszins getergd. Hij wilde daar een punt maken ten opzichte van Honda, zeker nu hij in vier klassen mocht starten. In de Lightweight 250 cc TT werd hij echter slechts derde net als in de Lightweight 125 cc TT. 
De Junior TT was het debuut voor Honda in de 350cc-klasse, maar de Honda RC 170 bleek niet opgewassen tegen de MV Agusta 350 4C's van Mike Hailwood en Gary Hocking. Phillis startte als eerste, Hailwood 10 seconden later en Hocking 20 seconden later. Na 11 kilometer passeerde Hailwood Phillis al en op de Mountain Section haalde Hocking hen allebei in. Bij de streep na de eerste ronde zaten er slechts 2,8 seconden tussen deze drie, waarbij Phillis alles deed om de snellere en vooral beter sturende MV Agusta's bij te houden. Hugh Anderson, die met zijn AJS 1 minuut en 10 seconden na Phillis was gestart, deed verslag van wat hij in de tweede ronde zag: "Ik passeerde een ongeval bij Laurel Bank, waar nog geen marshals bij waren. Het was Tom. Hij zat nog gedeeltelijk op zijn motorfiets, zijn rechterbeen hing over het zadel, zijn hoofd lag onder het voorwiel. Er lag een kleine plas olie onder het blok en er kwam bloed onder het voorwiel uit. Tom was dood". 
Tom Phillis werd gecremeerd. Zijn as werd uitgestrooid op de start/finishlijn bij de TT Grandstand. Zijn goede vriend Gary Hocking, regerend 500cc-wereldkampioen, besloot onmiddellijk te stoppen met motorracen. 

#### Laatste woorden
In Tom Phillis' geval zijn zijn laatste woorden bekend: Jim Redman, die niet in de Junior TT startte, begeleidde hem naar de start met de woorden: "als je het rustig aan doet kun je deze hebben". Tom Phillis antwoordde: "You can't have both" (allebei kan niet).

## Wereldkampioenschap wegrace resultaten
(Races in vet zijn polepositions; races in cursief geven de snelste ronde aan, punten (tussen haakjes) zijn inclusief streepresultaten)
| Jaar | Klasse | Team   | Motorfiets       | 1       | 2       | 3       | 4       | 5       | 6       | 7       | 8       | 9     | 10    | 11    | Punten  | Plaats | Winst |                                                    | Wereldkampioen |
| ---- | ------ | ------ | ---------------- | ------- | ------- | ------- | ------- | ------- | ------- | ------- | ------- | ----- | ----- | ----- | ------- | ------ | ----- | -------------------------------------------------- | -------------- |
| 1958 | 350 cc | Privé  | Norton 40M Manx  | IOM 32  | NED -   | BEL -   | DUI -   | ZWE -   | ULS -   | NAT -   |         |       |       |       | 0       | -      | 0     | John Surtees, MV Agusta 350 4C                     |                |
| 1958 | 500 cc | Privé  | Norton 30M Manx  | IOM 18  | NED 9   | BEL -   | DUI -   | ZWE 8   | ULS -   | NAT -   |         |       |       |       | 0       | -      | 0     | John Surtees, MV Agusta 500 4C                     |                |
| 1959 | 350 cc | Privé  | Norton 40M Manx  | FRA 7   | IOM DNF | DUI -   |         |         | ZWE -   | ULS 5   | NAT -   |       |       |       | 2       | 13e    | 0     | John Surtees, MV Agusta 350 4C                     |                |
| 1959 | 500 cc | Privé  | Norton 30M Manx  | FRA 7   | IOM 16  | DUI DNF | NED DNF | BEL 7   |         | ULS DNF | NAT -   |       |       |       | 0       | -      | 0     | John Surtees, MV Agusta 500 4C                     |                |
| 1960 | 125 cc | Honda  | Honda RC 143     |         | IOM 10  | NED DNS | BEL DNS |         | ULS DNF | NAT -   |         |       |       |       | 0       | -      | 0     | Carlo Ubbiali, MV Agusta 125 Bialbero              |                |
| 1960 | 250 cc | Honda  | Honda RC 161     |         | IOM DNF | NED DNS | BEL DNS | DUI DNS | ULS 2   | NAT -   |         |       |       |       | 6       | 6e     | 0     | Carlo Ubbiali, MV Agusta 250 Bicilindrica          |                |
| 1960 | 350 cc | Privé  | Norton 40M Manx  | FRA -   | IOM DNF | NED DNS |         |         | ULS -   | NAT -   |         |       |       |       | 0       | -      | 0     | John Surtees, MV Agusta 350 4C                     |                |
| 1960 | 500 cc | Privé  | Norton 30M Manx  | FRA -   | IOM 4   | NED DNS | BEL DNS | DUI DNS | ULS 6   | NAT -   |         |       |       |       | 4       | 10e    | 0     | John Surtees, MV Agusta 500 4C                     |                |
| 1961 | 125 cc | Honda  | Honda 2RC 143    | SPA 1   | DUI -   | FRA 1   | IOM 3   | NED 1   | BEL 2   | DDR 2   | ULS 3   | NAT 4 | ZWE 6 | ARG 1 | 44 (56) | 1e     | 4     | Tom Phillis, Honda 2RC 143                         |                |
| 1961 | 250 cc | Honda  | Honda RC 162     | SPA 2   | DUI -   | FRA 1   | IOM 2   | NED -   | BEL 2   | DDR 4   | ULS 4   | NAT 3 | ZWE 6 | ARG 1 | 38 (45) | 2e     | 2     | Mike Hailwood, Mondial 250 Bialbero / Honda RC 162 |                |
| 1961 | 350 cc | Privé  | Norton 40M Manx  |         | DUI -   |         | IOM DNF | NED -   |         | DDR -   | ULS -   | NAT - | ZWE - |       | 0       | -      | 0     | Gary Hocking, MV Agusta 350 4C / MV Privat         |                |
| 1961 | 500 cc | Norton | Norton Domiracer |         | DUI -   | FRA -   | IOM 3   | NED -   | BEL -   | DDR -   | ULS DNF | NAT - | ZWE - | ARG - | 4       | 12e    | 0     | Gary Hocking, MV Agusta 500 4C / MV Privat         |                |
| 1962 | 50 cc  | Honda  | Honda RC 110     | SPA 8   | FRA -   | IOM DNS | NED -   | BEL -   | DUI -   |         | DDR -   | NAT - | FIN - | ARG - | 0       | -      | 0     | Ernst Degner, Suzuki RM 62                         |                |
| 1962 | 125 cc | Honda  | Honda RC 145     | SPA DNQ | FRA -   | IOM 3   | NED -   | BEL -   | DUI -   | ULS -   | DDR -   | NAT - | FIN - | ARG - | 4       | 13e    | 0     | Luigi Taveri, Honda RC 145                         |                |
| 1962 | 250 cc | Honda  | Honda RC 163     | SPA 3   | FRA 3   | IOM 3   | NED -   | BEL -   | DUI -   | ULS -   | DDR -   | NAT - |       | ARG - | 12      | 4e     | 0     | Jim Redman, Honda RC 163                           |                |
| 1962 | 350 cc | Honda  | Honda RC 170     |         |         | IOM †   | NED -   |         |         | ULS -   | DDR -   | NAT - | FIN - |       | 0       | -      | 0     | Jim Redman, Honda RC 170 / RC 171                  |                |